# Chioneosoma jakovlevi
Chioneosoma jakovlevi är en skalbaggsart som beskrevs av Semenov 1895. Chioneosoma jakovlevi ingår i släktet Chioneosoma och familjen Melolonthidae. Inga underarter finns listade i Catalogue of Life.